# Caryoteae
Tribu
Genres de rang inférieur
Les Caryoteae sont une tribu de palmiers de la famille des Arecaceae, répartis en Asie du Sud-est, du sud de l'Inde et le Sri Lanka est au Vanuatu et la plus au nord du Queensland, en Australie. Il a longtemps été considéré comme un membre de la sous-famille des Arecoideae sur la base de ses inflorescences, qui ressemblent à ceux de la tribu des Iriarteeae, et les fleurs disposées en triades (deux fleurs mâles avec en son centre une fleur femelle), qui sont communs à l'ensemble de Arecoideae. Cependant, des études phylogénétiques basées sur l'ADN, ont trouvé à plusieurs reprises des liens dans la tribu des Caryoteae de la sous-famille des Coryphoideae. Les Caryoteae n'ont pas des feuilles avec des plis indupliqués, une fonctionnalité que l'on trouve dans la plupart des palmiers de la sous-famille des Coryphoideae, mais contrairement à la plupart des Coryphoideae, les feuilles sont pennées (Arenga) ou bipennées (Caryota),. Phoenix est le seul autre genre dans les Coryphoideae avec des feuilles pennées et indupliquées .

## Genres
Cette tribu contient seulement deux genres, le genre Wallichia étant inclut dans le genre Arenga :
- Arenga
- Caryota

## Galerie

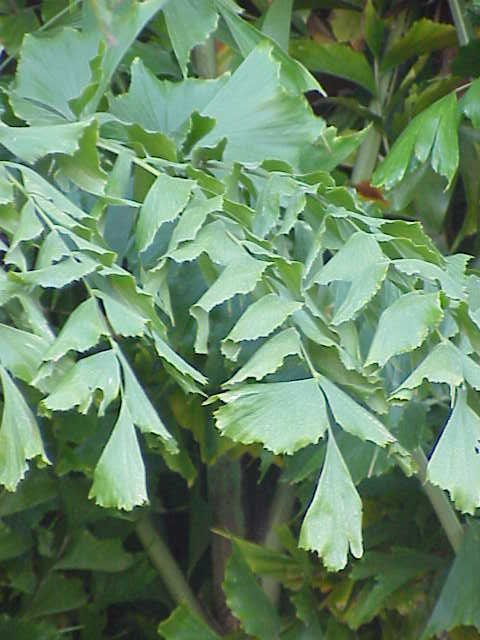
Les feuilles bipennées de Caryota mitis.
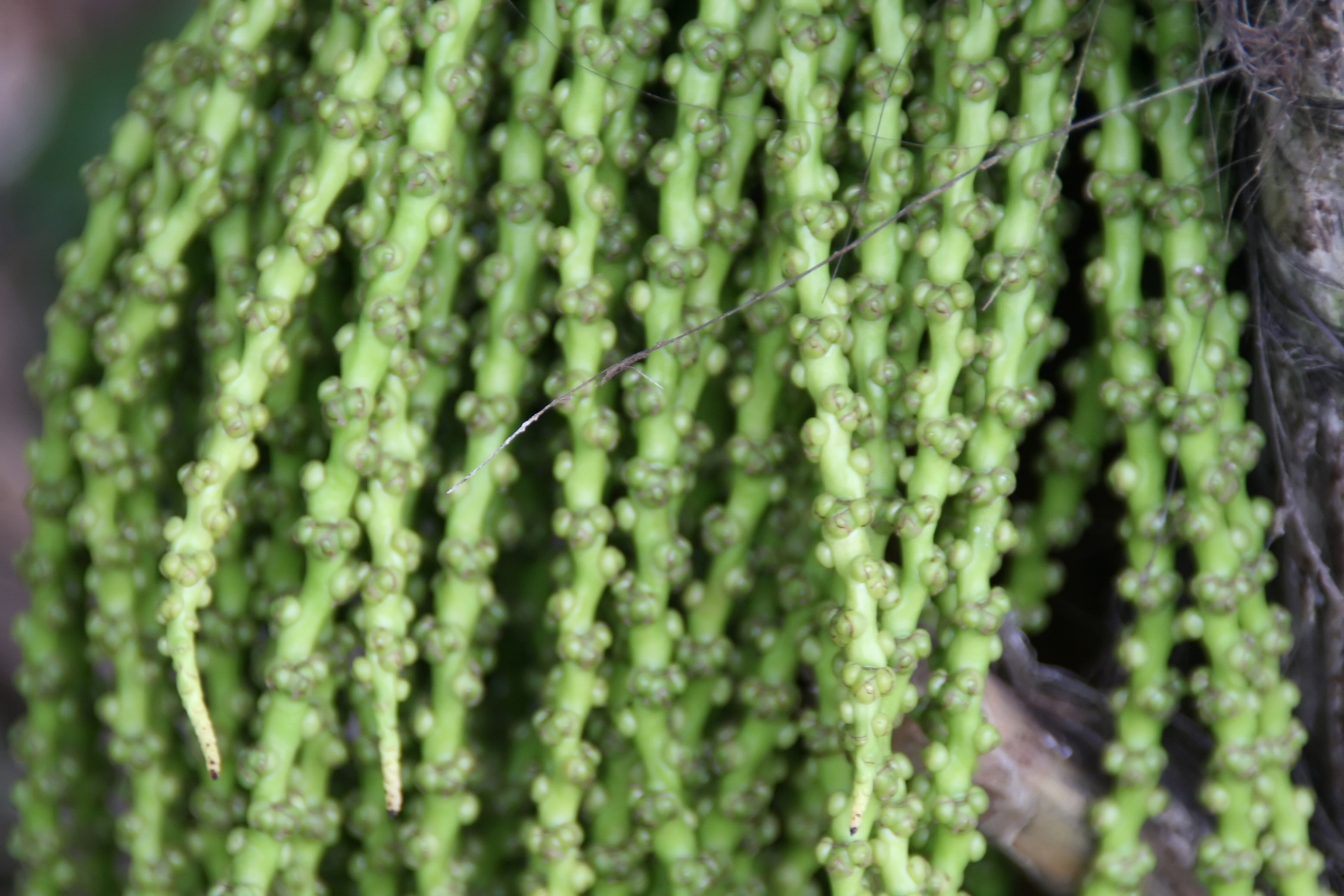
Caryota fleurs sont disposées en triades.
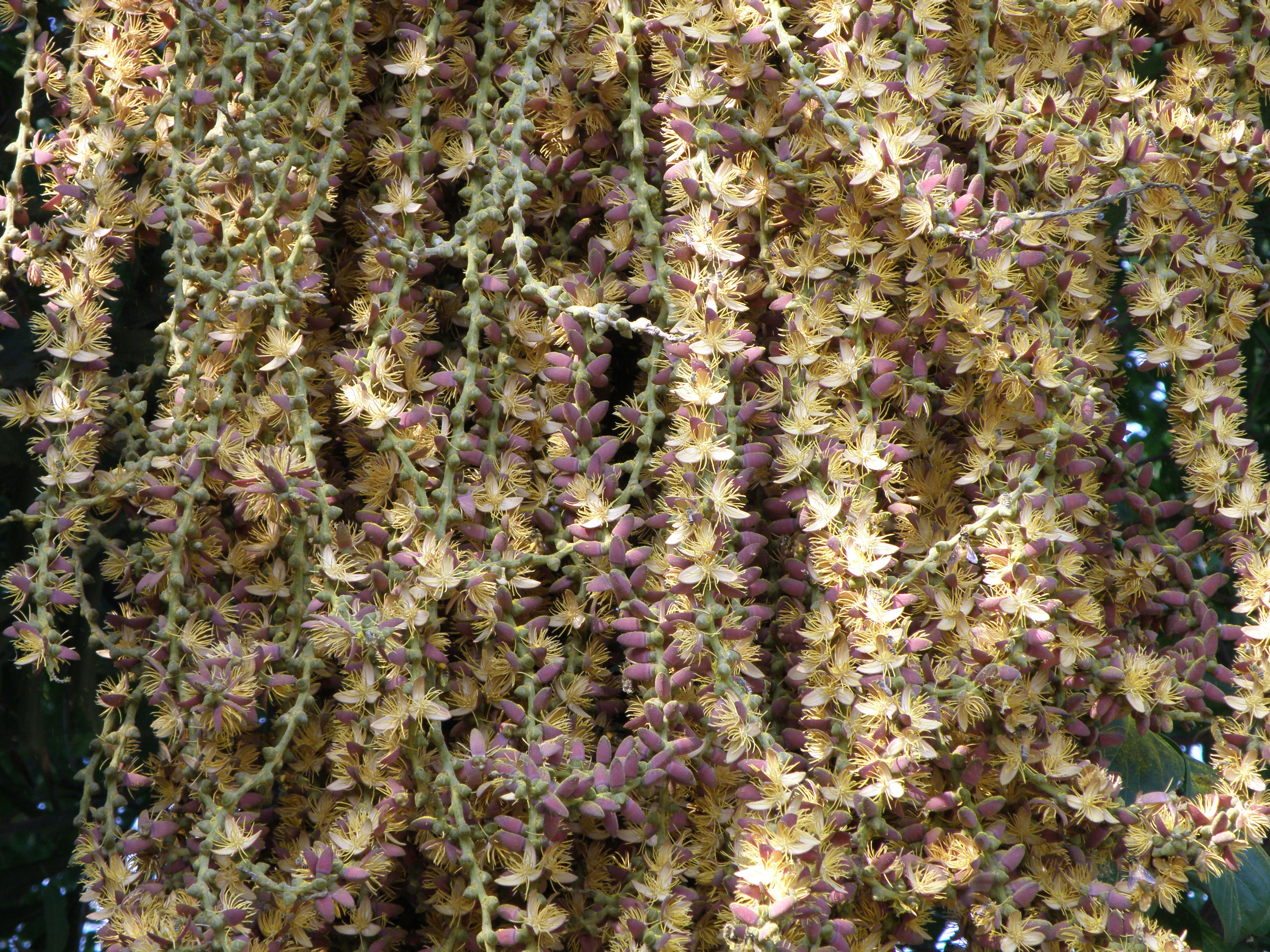
Caryota urens fleurs à l'anthèse.
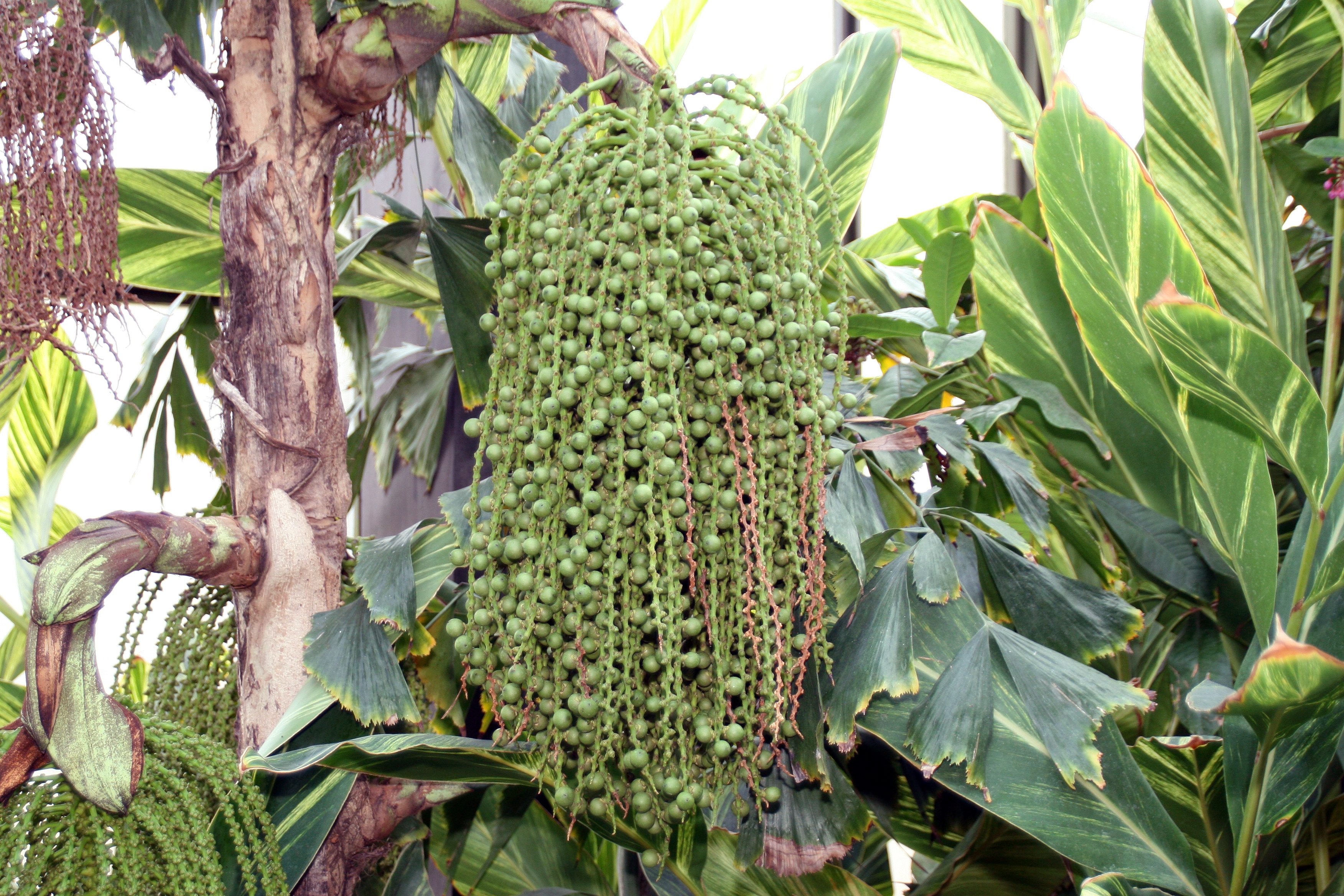
Les fruits de Caryota mitis.
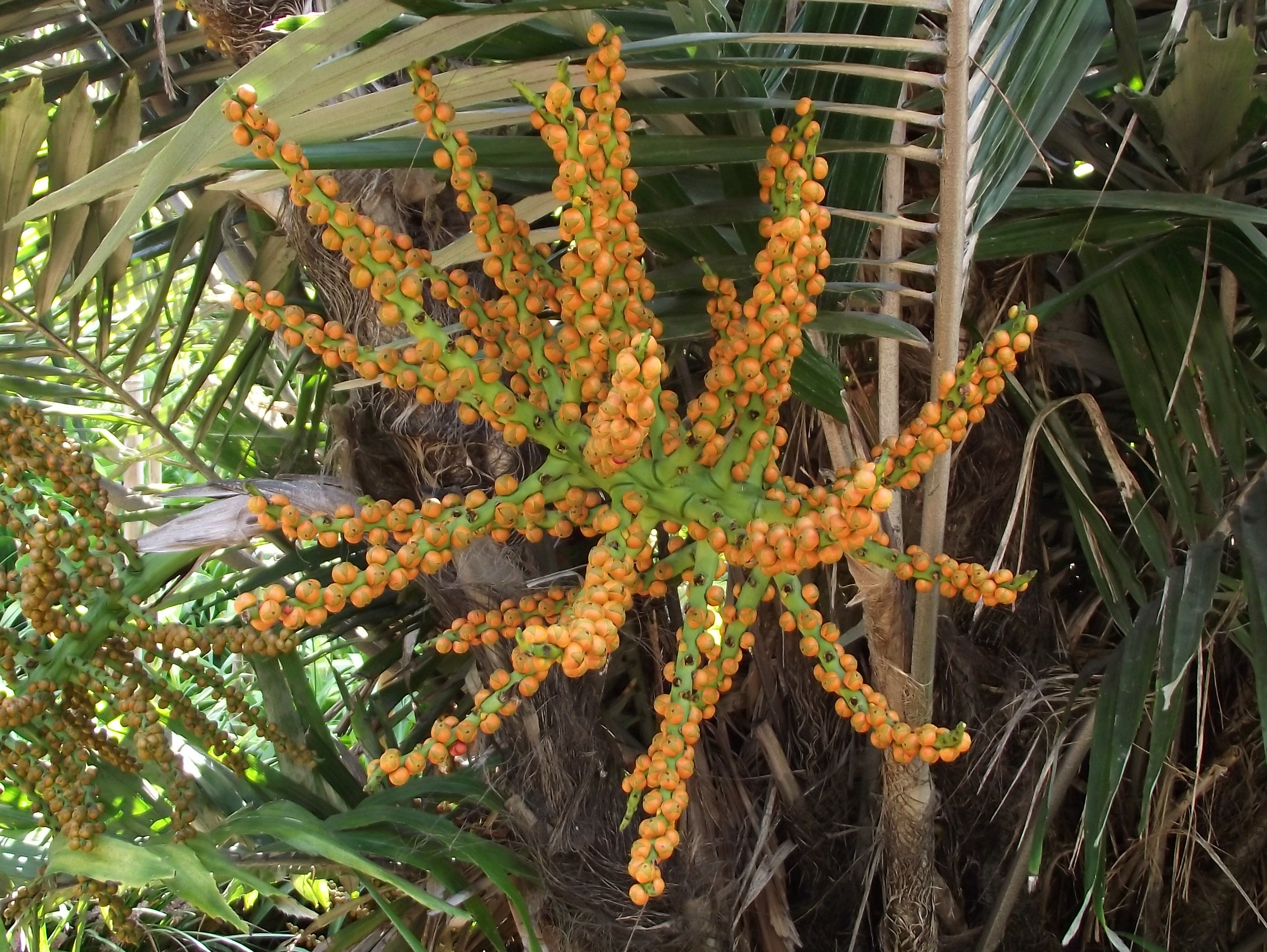
Fruits d’Arenga engleri.
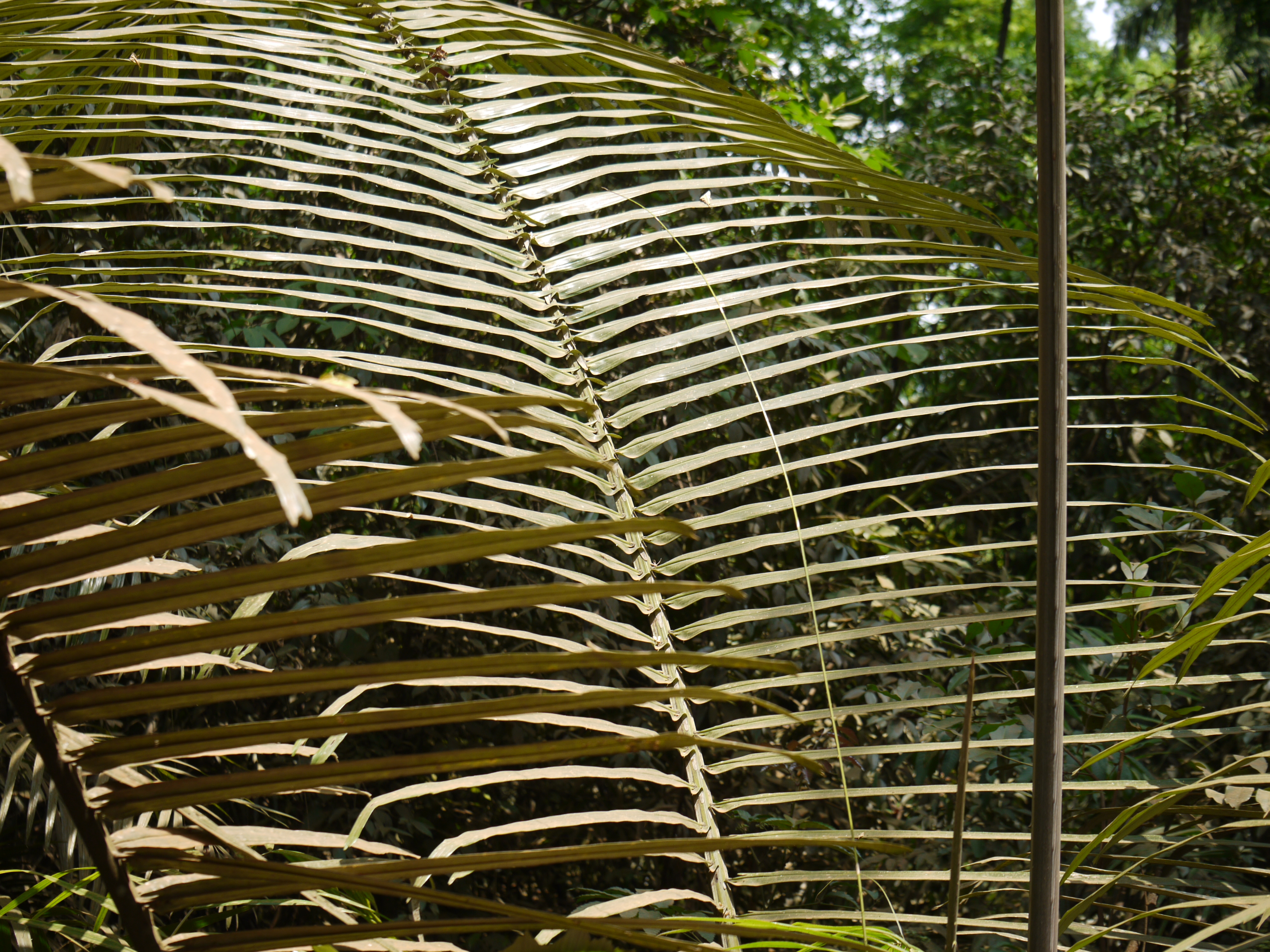
Arenga feuilles sont pennées.
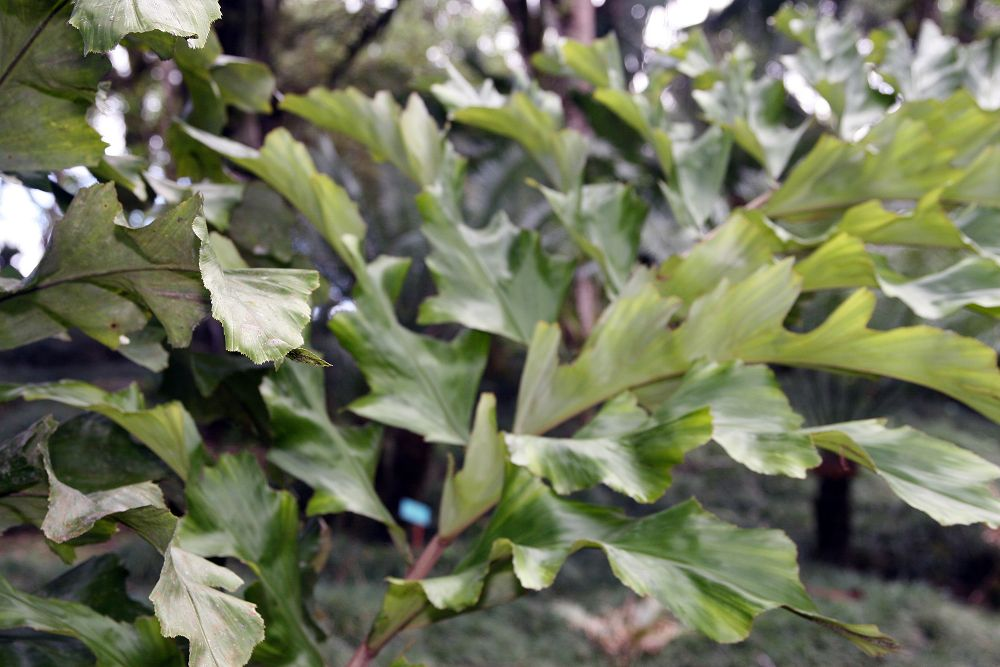
Les feuilles d’Arenga undulatifolia - notez les marges praemorse.
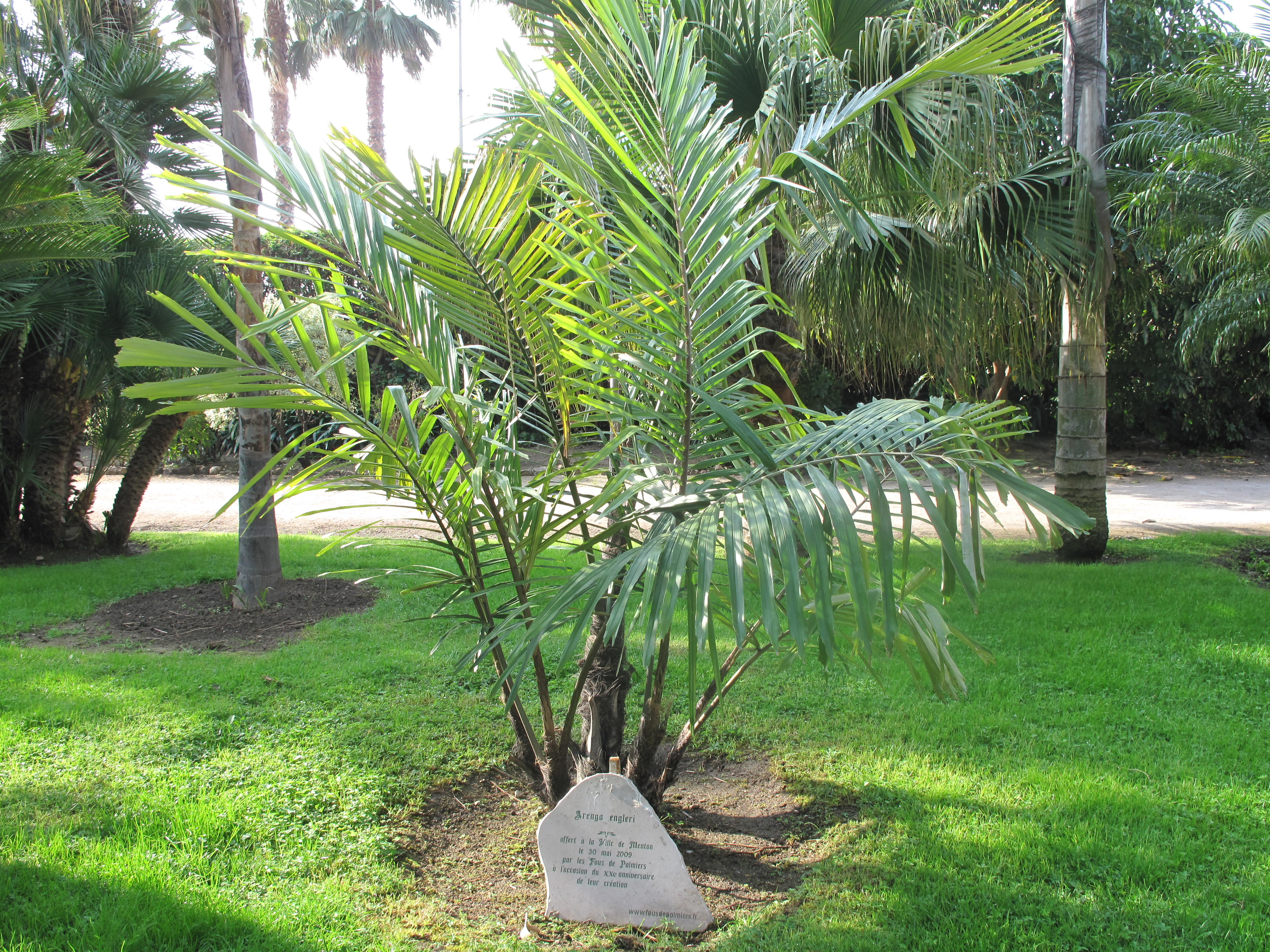
Jeune spécimen d’Arenga engleri.